# Нвободо, Обинна
Обинна Нвободо (англ. Obinna Nwobodo; род. 29 ноября 1996, Энугу) — нигерийский футболист, полузащитник клуба «Цинциннати».

## Клубная карьера

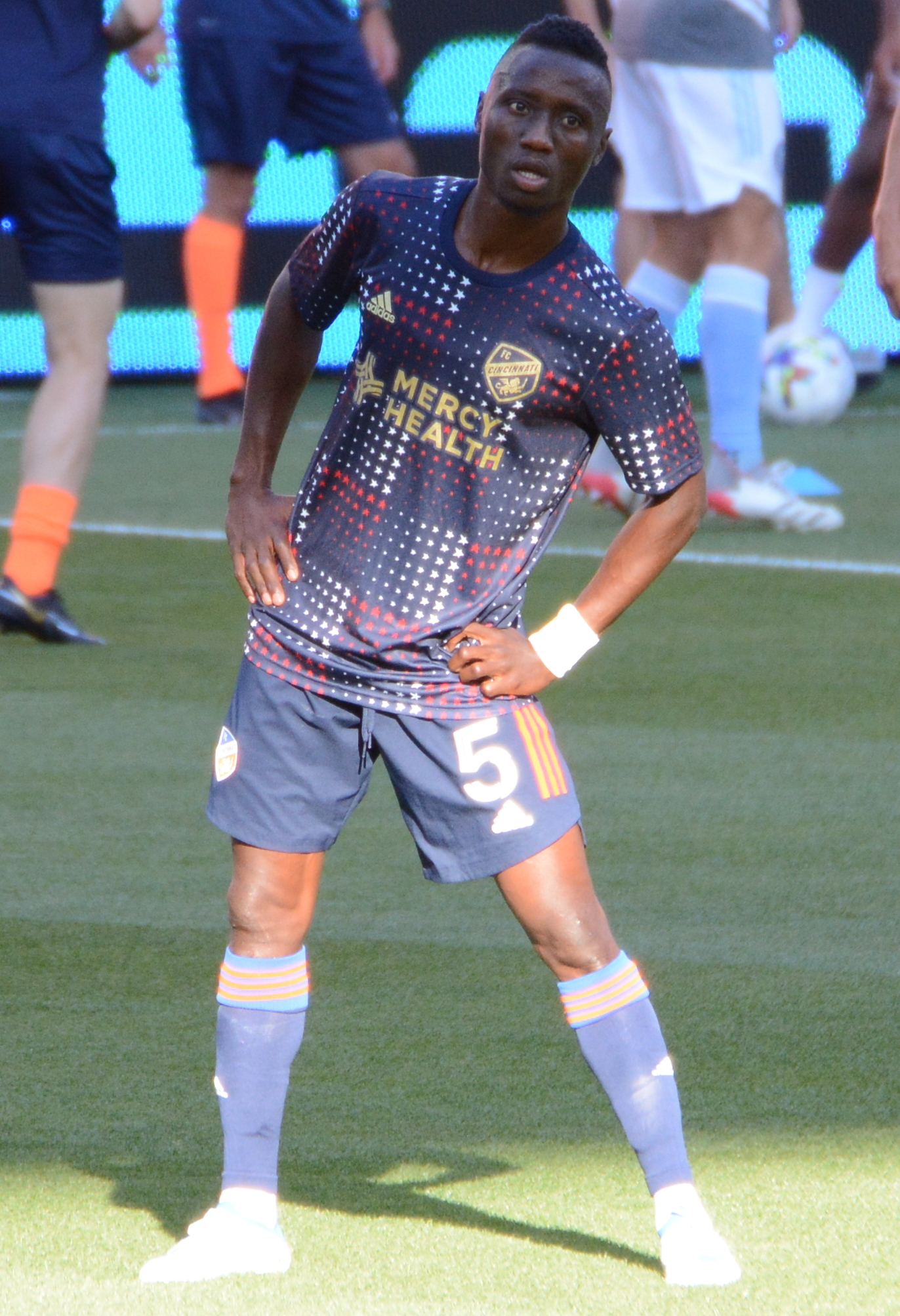
Нвободо в составе «Цинциннати»

Нвободо — воспитанник клуба «Интер Энугу». В 2013 году он дебютировал в чемпионате Нигерии. В 2015 году Обинна перешёл в «Энугу Рейнджерс» за который выступал на протяжении двух сезонов и в 2016 году стал чемпионом страны. Летом 2017 года Нвободо перешёл в венгерский «Уйпешт». 15 июля в матче против «Пакша» он дебютировал в чемпионате Венгрии. 9 декабря в поединке против «Пакша» Обинна забил свой первый гол за «Уйпешт». В 2018 году он помог клубу завоевать Кубок Венгрии. В 2020 году Нвободо перешёл в турецкий «Гёзтепе». 18 октября в матче против «Фенербахче» он дебютировал в турецкой Суперлиге. 
В начале 2022 года Нвободо перешёл в американский «Цинциннати». 30 апреля в матче против «Торонто» он дебютировал в MLS. 

## Международная карьера
В 2015 году в составе молодёжной сборной Нигерии Нвондо выиграл молодёжный Кубок Африки в Сенегале. 

## Достижения
Клубные
 «Энугу Рейнджерс»
- Победитель чемпионата Нигерии — 2016

 «Уйпешт»
- Обладатель Кубка Венгрии — 2017/2018

Международные
 Нигерия (до 20)
- Победитель молодёжного Кубка Африки — 2015